# Cloruro de tetrazolio
El cloruro de 2,3,5-trifeniltetrazolio o simplemente cloruro de tetrazolio es un indicador redox usado comúnmente en experimentos bioquímicos para indicar especialmente la respiración celular. Es un polvo blanco cristalino, soluble en agua, etanol y acetona, pero insoluble en éter.

## Test de Tetrazolio
El cloruro de 2,3,5-trifeniltetrazolio es un indicador redox utilizado para diferenciar tejidos metábolicamente activos de aquellos metabólicamente inactivos, principalmente en viabilidad de semillas. El compuesto blanco es reducido enzimáticamente a 1,3,5-trifenilformazán, o simplemente formazán, de color rojo, en tejidos vivos debido a la actividad de varias deshidrogenasas, enzimas importantes en la oxidación de compuestos orgánicos y, así, del metabolismo celular. En zonas de necrosis o de tejidos muertos, el tetrazolio conserva su color blanco o incoloro, debido a que las enzimas han sido desnaturalizadas o degradadas.
Nota: el tetrazolio es algo inestable térmica y lumínicamente, así que se recomienda evitar la exposición a estos ambientes.